# Komsomolskaya (estação de pesquisa)

Komsomolskaya foi uma estação de pesquisa soviética no interior da Antártida. Foi fundada em 1957 na Antártida Oriental em 74°06' S 97°29' E, na Terra da Rainha Mary. Foi uma estação em operação durante todo o ano até 1959, sendo então usada como posto avançado sazonal até 1962 quando foi fechada permanentemente. Todavia ainda é usada como depósito de combustível e ponto de parada para abastecimento de caravanas em rota da Estação Mirny para a Estação Vostok.
A estação estava localizada 3500 metros acima do nível do mar e 760 km para o interior partindo da Estação Mirny.